# Alejandro de Tomaso
Alejandro de Tomaso (ur. 10 lipca 1928 w Buenos Aires, zm. 21 maja 2003 w Modenie) – argentyński kierowca i przedsiębiorca, założyciel firmy motoryzacyjnej de Tomaso.
Urodzony w Argentynie w 1928 r. Po pewnym czasie z Argentyny przeniósł się do Europy gdzie rozpoczął karierę jako kierowca F1. W wieku 27 lat pojechał do Modeny, poznał tam swoją żonę i po kilku latach w 1959 r. założył własną markę samochodową.